# Chiesa di Santo Stefano alle Trane
La chiesa di Santo Stefano alle Trane è un edificio sacro che si trova a Magazzini, nel comune di Portoferraio all'isola d'Elba.

## Storia e descrizione
La chiesa, pertinente allo scomparso insediamento medievale di Latrano o Laterano, si avvicina per struttura e apparato decorativo all'architettura romanica pisana, possiede molti punti in comune con diverse chiese in Sardegna e Corsica, edificate tra l'XI e il XII secolo. La facciata è spartita in basso da arcate cieche su paraste e conclusa da un timpano sottolineato da cornici. La decorazione, che segue schemi neoantichi sul fianco, riprende invece repertori estranei alla cultura pisana nell'abside, decorata da archetti pensili sui cui peducci compaiono motivi zoomorfi e protomi.
Restaurata nei primi anni settanta del XX secolo dopo secoli di rovina, è nuovamente officiata.